# أندريه فاغان
أندريه فاغان (بالإنجليزية: Andre Fagan)‏ (16 يوليو 1987 بكينغستون في جامايكا - ) هو لاعب كرة قدم جامايكي في مركز الهجوم. لعب مع نادي سونغ لام نغي أن.

## وصلات خارجية
- أندريه فاغان على موقع قاعدة بيانات كرة القدم.إي يو (الإنجليزية)
- أندريه فاغان على موقع Soccerway.com (الإنجليزية)